# 816

## Догађаји
- Википедија:Непознат датум — Владавина династије Абасида у Багдаду.

- 5. октобар – Краљ Луј Побожни крунисан је за цара Светог римског царства од стране папе Стефана IV у Ремсу. Такође је крунисао цареву жену Ерменгарду за царицу Светог римског царства. Церемонија у Ремсу поново успоставља принцип папске супремације, признајући важност папе у царским крунисањима. Луј даје папи многе поклоне, укључујући порез на наследство Вандевр, близу Троа (Северна Француска).
- Викинзи пљачкају Ирску у Краљевини Минстер, код Иниш Катаја.
- Битка код Панкорба: Маварска војска из Емирата Кордобе послата је од стране емира Ал-Хакама I да преузме контролу над превојем код Панкорба. Они побеђују војску астуријско-баскијских франачких вазала.
- Зима – Баски, уз подршку Мавара, прелазе реку Гарону и устају против Франака у Гаскоњи (северно од Пиринеја).
- Краља Хајвела од Гвинеда напада његов брат Синан на Англсију (данас Велс), који је убијен током борби.
- Бабак Хорамдин, персијски војсковођа, устаје против Абасидског калифата у Азербејџану.
- Ахенски сабор: Луј Побожни сазива сабор у Ахену о прописима (Institutio canonicorum Aquisgranensis) за монашки живот у Франачком царству.
- Челсијски сабор: Краљ Кенвулф од Мерсије сазива сабор о свом праву да именује опата и манастире у Енглеској.
- 12. јун – Папа Лав III умире након 20-годишње владавине, а наследио га је папа Стефан IV као 97. папа Рима.

## Смрти
- Википедија:Непознат датум — Свети Георгије исповедник - хришћански светитељ.
- Папа Лав III
- Абу Нувас